# دو و میدانی در المپیک تابستانی ۱۹۱۲
دو و میدانی در بازی‌های المپیک تابستانی ۱۹۱۲ نام رویداد ورزش دو و میدانی در بازی‌های المپیک تابستانی بود که در سال ۱۹۱۲ برگزار شد.

## نتایج

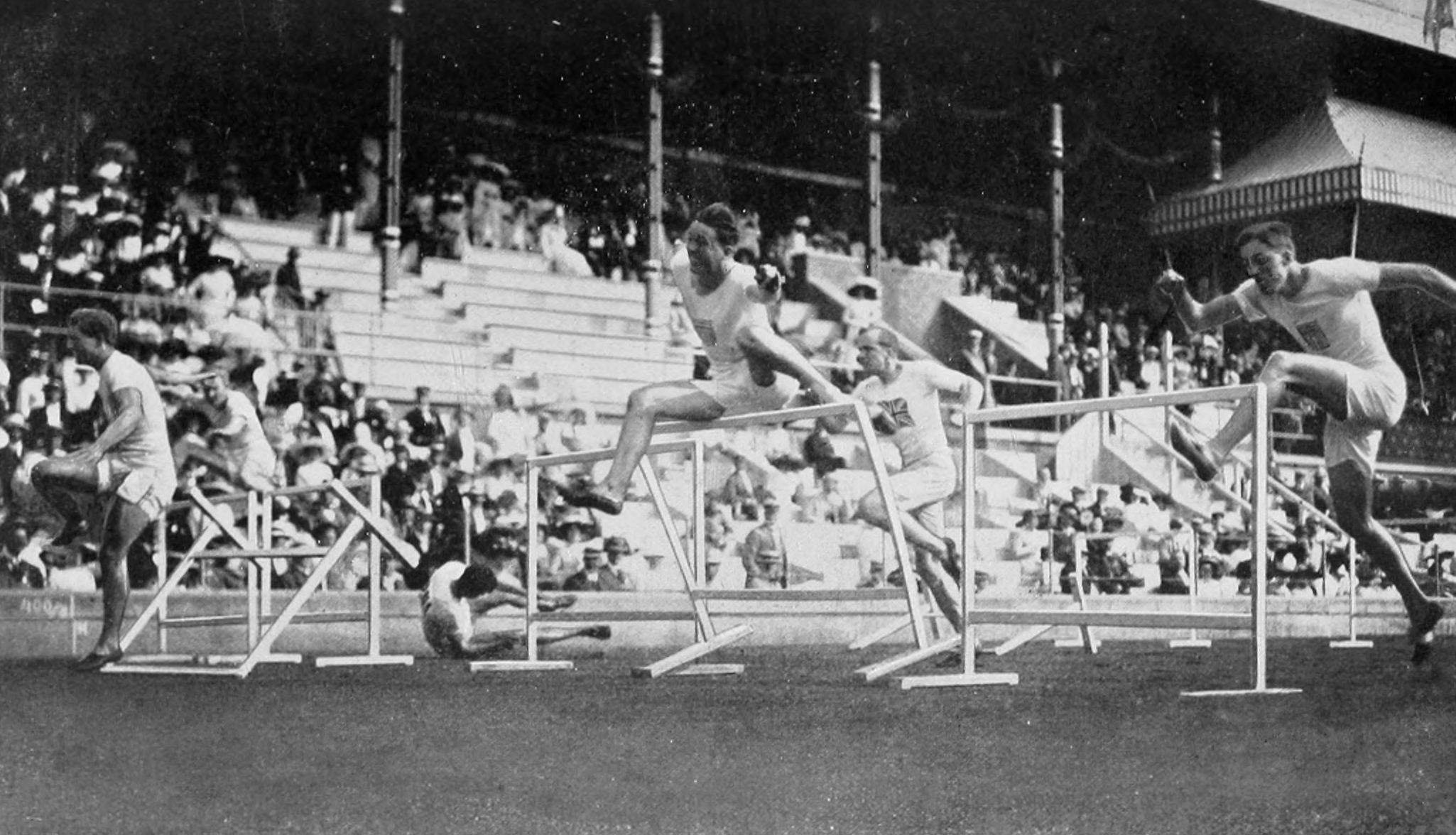
110 metre hurdles final.

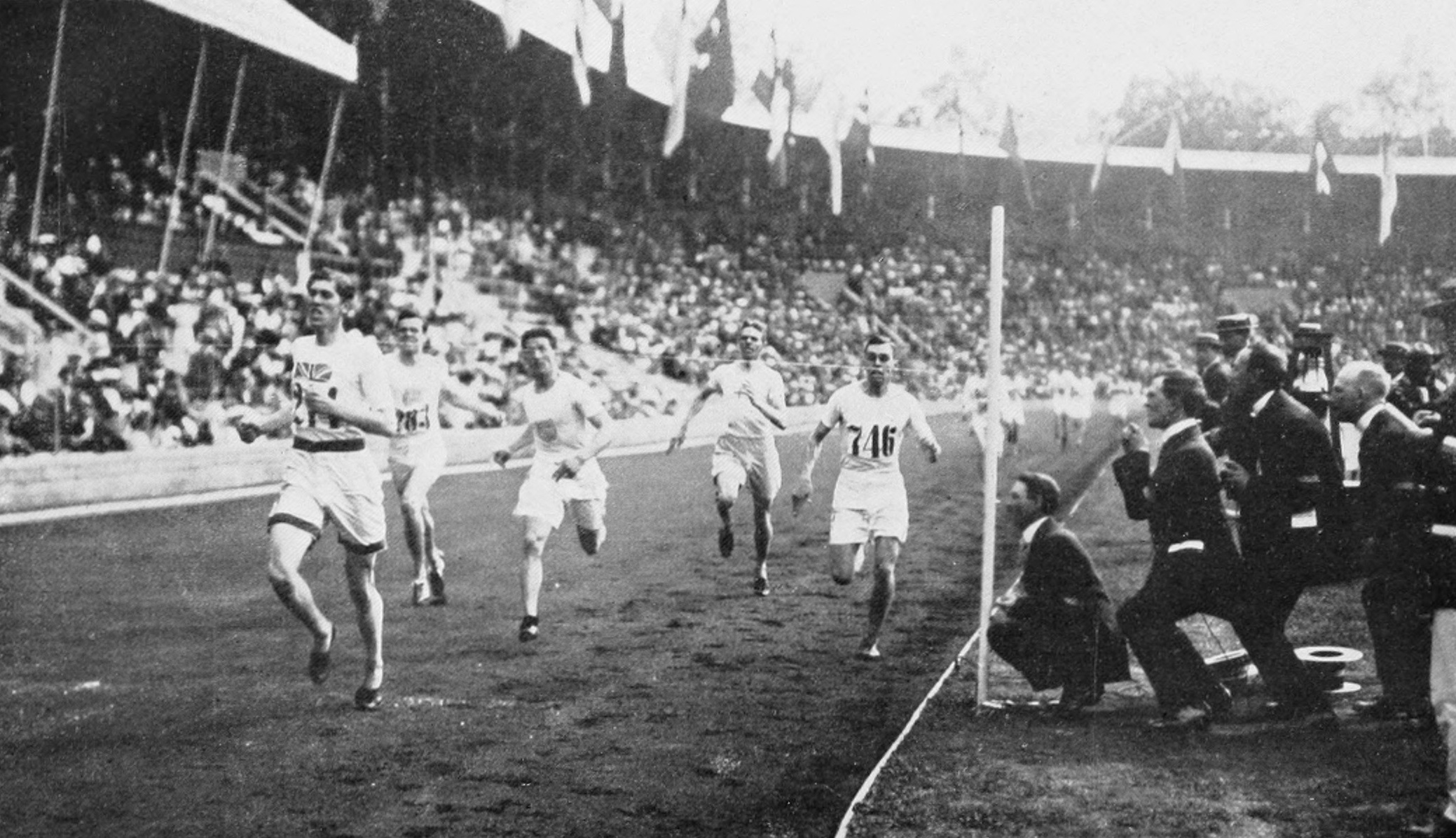
1500 metre final.

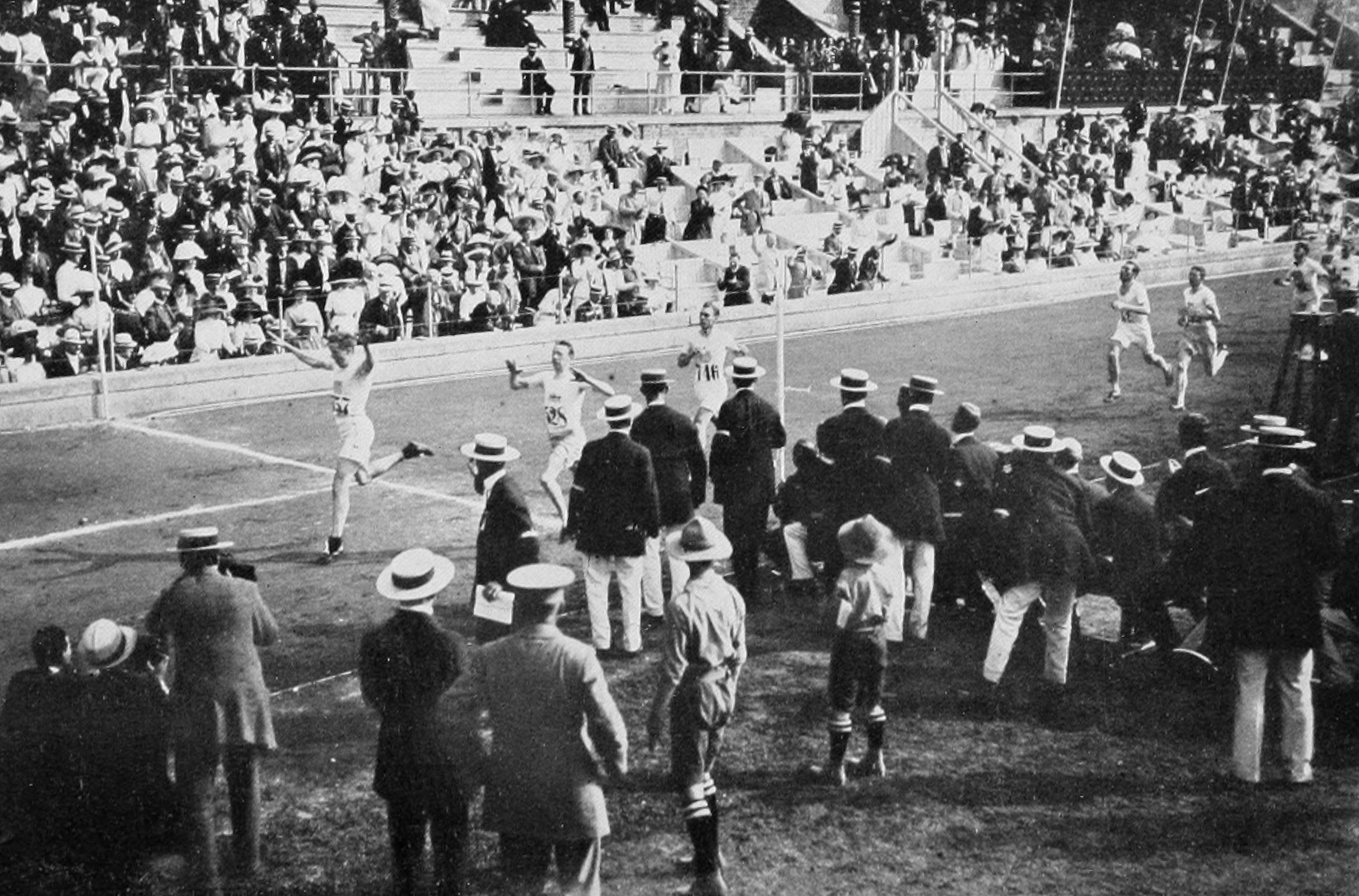
3000 metre team race final.

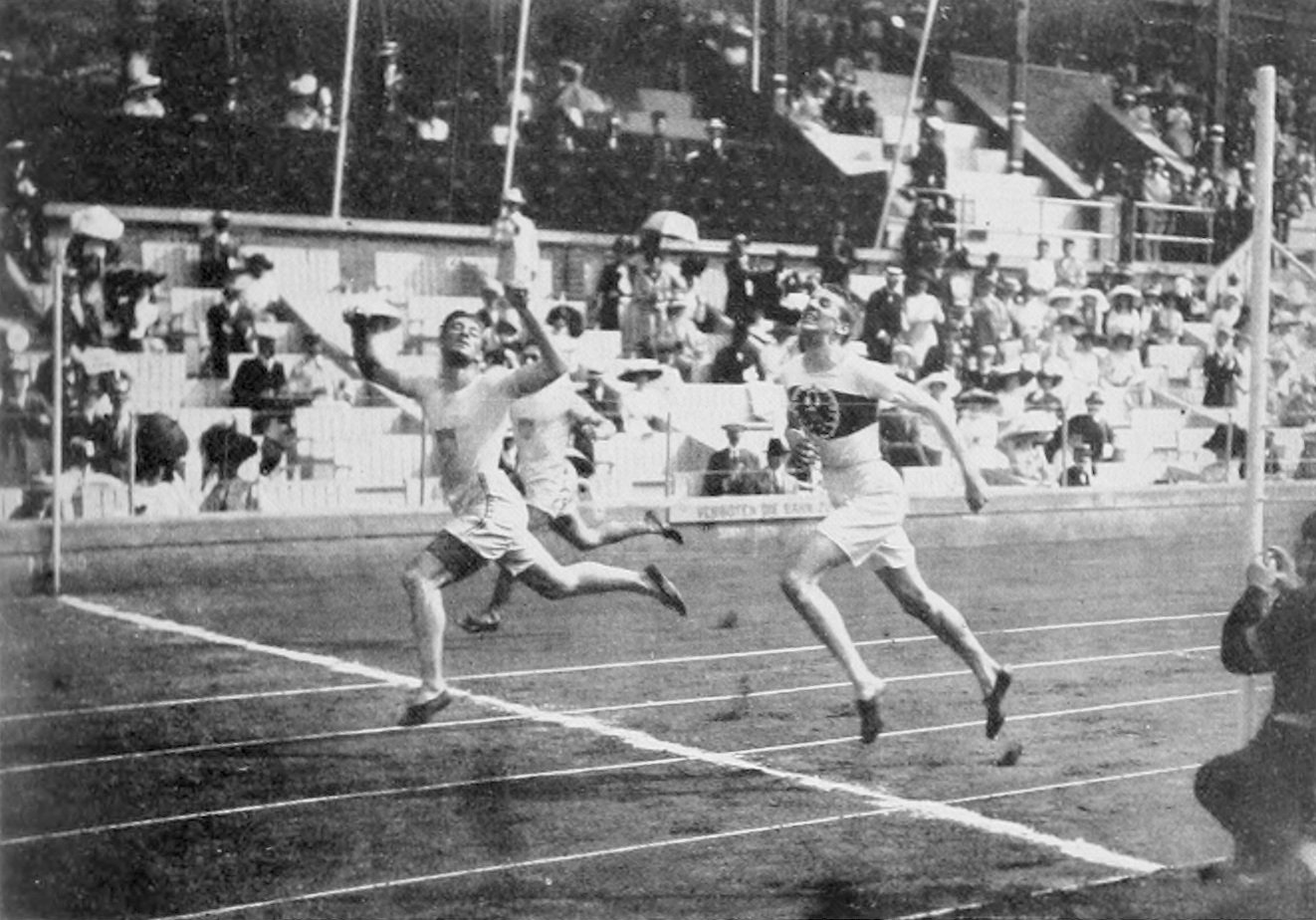
400 metre final.

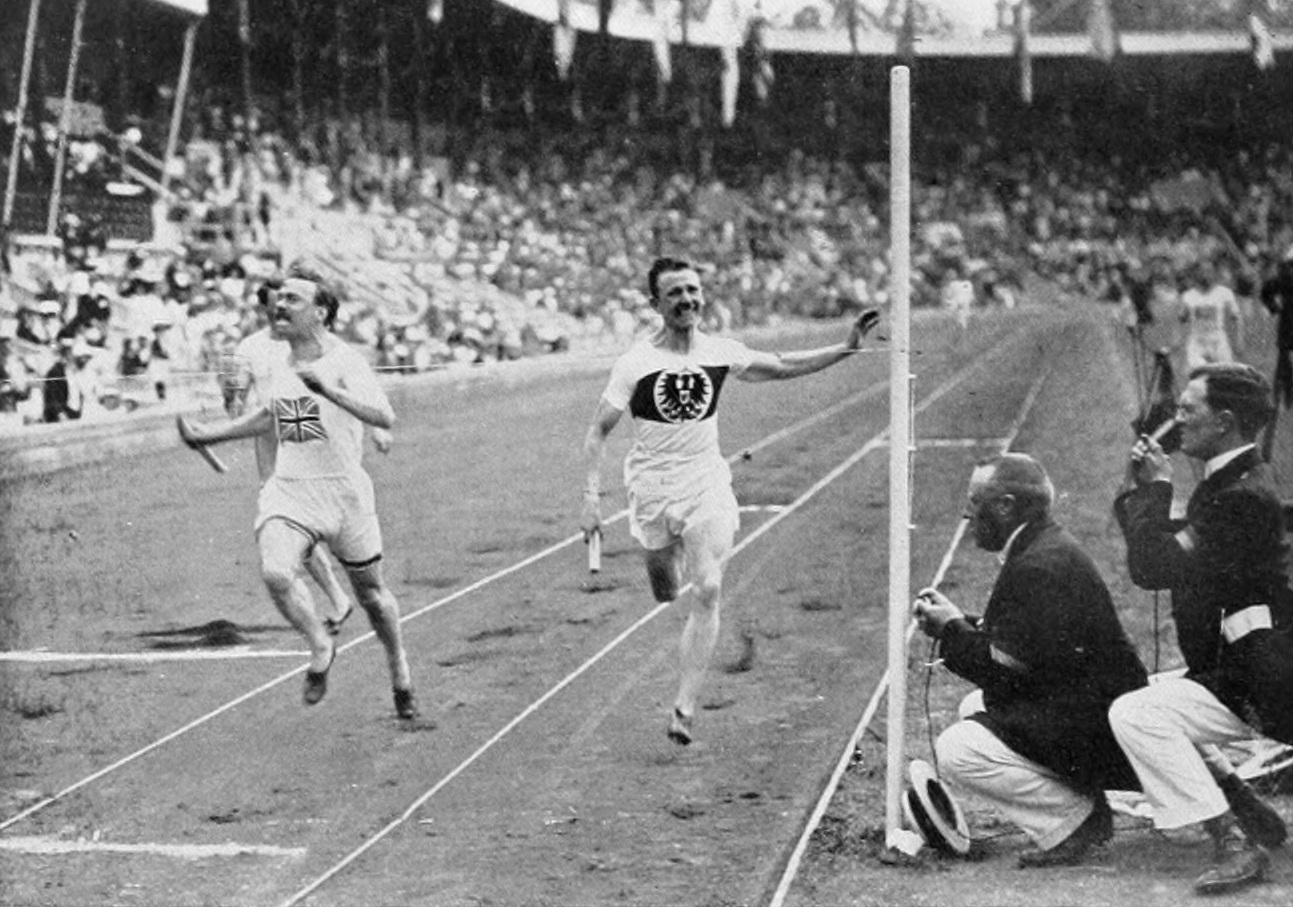
4x100 metre final.

| رویداد               | طلا                                                                                       | نقره                                                                          | برنز                                                                                 |
| ۱۰۰ متر              | هارتلی کریگ · ایالات متحده آمریکا                                                         | الوه میر · ایالات متحده آمریکا                                                | دونالد لیپنکات · ایالات متحده آمریکا                                                 |
| ۲۰۰ متر              | هارتلی کریگ · ایالات متحده آمریکا                                                         | دونالد لیپنکات · ایالات متحده آمریکا                                          | ویلی اپلگارت · بریتانیای کبیر                                                        |
| ۴۰۰ متر              | چارلز ریدپات · ایالات متحده آمریکا                                                        | هانس براون · آلمان                                                            | ادوارد لیندبرگ · ایالات متحده آمریکا                                                 |
| ۸۰۰ متر              | تد مردیت · ایالات متحده آمریکا                                                            | مل شپارد · ایالات متحده آمریکا                                                | ایرا داونپورت · ایالات متحده آمریکا                                                  |
| ۱۵۰۰ متر             | آرنولد جکسون · بریتانیای کبیر                                                             | ابل کیویات · ایالات متحده آمریکا                                              | نورمن تیبر · ایالات متحده آمریکا                                                     |
| ۵۰۰۰ متر             | هانس کولهماینن · فنلاند                                                                   | ژان بوئن · فرانسه                                                             | جورج هوتسون · بریتانیای کبیر                                                         |
| ۱۰٬۰۰۰ متر           | هانس کولهماینن · فنلاند                                                                   | لوئیس تیوانیما · ایالات متحده آمریکا                                          | آلبین استنروس · فنلاند                                                               |
| ۱۱۰ متر با مانع      | فرد کلی · ایالات متحده آمریکا                                                             | جیمز وندل · ایالات متحده آمریکا                                               | مارتین هاوکینز · ایالات متحده آمریکا                                                 |
| ۴×۱۰۰ متر امدادی     | بریتانیای کبیر (GBR) · ویلی اپلگارت · ویکتور دارسی · دیوید جیکوبز · هنری مکینتاش          | سوئد (SWE) · کنوت لیندبرگ · چارلز لوتر · ایوان مولر · تور پرسون               | none awarded                                                                         |
| ۴×۴۰۰ متر امدادی     | ایالات متحده آمریکا (USA) · ادوارد لیندبرگ · تد مردیت · چارلز ریدپات · مل شپارد           | فرانسه (FRA) · پیر فاییو · شارل لولون · شارل پولنار · روبر شورر               | بریتانیای کبیر (GBR) · ارنست هنلی · جرج نیکول · سیریل سیدهاوس · جیمز ساتر            |
| ۳۰۰۰ متر رقابتی تیمی | ایالات متحده آمریکا (USA) · تل برنا · جورج بونهاگ · ابل کیویات · لوئیس اسکات · نورمن تیبر | سوئد (SWE) · برور فوک · نیلز فریکبرگ · توریلد اولسون · ارنست واید · یون زاندر | بریتانیای کبیر (GBR) · جو کوتریل · جورج هوتسون · ویلیام مور · ادی اوون · سیریل پورتر |
| ماراتن               | کن مک‌آرتور · آفریقای جنوبی                                                                | کریستین گیتشام · آفریقای جنوبی                                                | گاستون استروبینو · ایالات متحده آمریکا                                               |
| ۱۰ کیلومتر پیاده‌روی  | جورج گولدینگ · کانادا                                                                     | ارنست وب · بریتانیای کبیر                                                     | فرناندو التیمانی · ایتالیا                                                           |
| دو صحرانوردی انفرادی | هانس کولهماینن · فنلاند                                                                   | هیالمار اندرسون · سوئد                                                        | جان ایکه · سوئد                                                                      |
| دو صحرانوردی تیمی    | سوئد (SWE) · هیالمار اندرسون · جان ایکه · یوزف ترنستروم                                   | فنلاند (FIN) · یالماری اسکولا · هانس کولهماینن · آلبین استنروس                | بریتانیای کبیر (GBR) · ارنست گلاور · فردریک هیبینز · توماس هامفریز                   |
| پرش طول              | آلبرت گاترسون · ایالات متحده آمریکا                                                       | کالوین بریکر · کانادا                                                         | گئورگ البرگ · سوئد                                                                   |
| پرش سه‌گام            | گوستاف لیندبلوم · سوئد                                                                    | گئورگ البرگ · سوئد                                                            | اریک الملوف · سوئد                                                                   |
| پرش ارتفاع           | آلما ریچاردز · ایالات متحده آمریکا                                                        | هانز لیشه · آلمان                                                             | جرج هورین · ایالات متحده آمریکا                                                      |
| پرش با نیزه          | هری بابکاک · ایالات متحده آمریکا                                                          | فرانک نلسون · ایالات متحده آمریکامارک رایت · ایالات متحده آمریکا              | ویلیام هالپنی · کانادا فرانک مورفی · ایالات متحده آمریکابرتیل اوکلا · سوئد           |
| پرش طول ایستاده      | کونستانتینوس سیکلیتیراس · یونان                                                           | پلت آدامز · ایالات متحده آمریکا                                               | بن ادامز · ایالات متحده آمریکا                                                       |
| پرش ارتفاع ایستاده   | پلت آدامز · ایالات متحده آمریکا                                                           | بن ادامز · ایالات متحده آمریکا                                                | کونستانتینوس سیکلیتیراس · یونان                                                      |
| پرتاب وزنه           | پت مک‌دونالد · ایالات متحده آمریکا                                                         | رالف رز · ایالات متحده آمریکا                                                 | لارنس ویتنی · ایالات متحده آمریکا                                                    |
| پرتاب دیسک           | آرماس تایپاله · فنلاند                                                                    | ریچارد برد · ایالات متحده آمریکا                                              | جیمز دانکن · ایالات متحده آمریکا                                                     |
| پرتاب چکش            | مت مک‌گرا · ایالات متحده آمریکا                                                            | دانکن گیلیس · کانادا                                                          | کلارنس چیلد · ایالات متحده آمریکا                                                    |
| پرتاب نیزه           | اریک لمینگ · سوئد                                                                         | یولیوس ساریستو · فنلاند                                                       | مور کوچان · مجارستان                                                                 |
| پرتاب وزنه دو دست    | رالف رز · ایالات متحده آمریکا                                                             | پت مک‌دونالد · ایالات متحده آمریکا                                             | المر نیکلاندر · فنلاند                                                               |
| پرتاب دیسک دو دست    | آرماس تایپاله · فنلاند                                                                    | المر نیکلاندر · فنلاند                                                        | امیل ماگنوسون · سوئد                                                                 |
| پرتاب نیزه دو دست    | یولیوس ساریستو · فنلاند                                                                   | واینو سیکانیمی · فنلاند                                                       | اورهو پلتونن · فنلاند                                                                |
| پنج‌گانه              | فردیناند بیه · نروژ                                                                       | جیمز داناهیو · ایالات متحده آمریکا                                            | فرانک لوکمن · کانادا                                                                 |
| پنج‌گانه              | جیم تورپ · ایالات متحده آمریکا                                                            | جیمز داناهیو · ایالات متحده آمریکا                                            | فرانک لوکمن · کانادا                                                                 |
| دهگانه               | هیوگو ویسلاندر · سوئد                                                                     | چارلز لومبرگ · سوئد                                                           | گوستا هولمار · سوئد                                                                  |
| دهگانه               | جیم تورپ · ایالات متحده آمریکا                                                            | چارلز لومبرگ · سوئد                                                           | گوستا هولمار · سوئد                                                                  |

## جدول مدال‌ها
| رتبه  | کشور                      | طلا | نقره | برنز | مجموع |
| ۱     | ایالات متحده آمریکا (USA) | ۱۶  | ۱۴   | ۱۲   | ۴۲    |
| ۲     | فنلاند (FIN)              | ۶   | ۴    | ۳    | ۱۳    |
| ۳     | سوئد (SWE)                | ۴   | ۵    | ۶    | ۱۵    |
| ۴     | بریتانیای کبیر (GBR)      | ۲   | ۱    | ۵    | ۸     |
| ۵     | کانادا (CAN)              | ۱   | ۲    | ۲    | ۵     |
| ۶     | آفریقای جنوبی (RSA)       | ۱   | ۱    | ۰    | ۲     |
| ۷     | یونان (GRE)               | ۱   | ۰    | ۱    | ۲     |
| ۸     | نروژ (NOR)                | ۱   | ۰    | ۰    | ۱     |
| ۹     | فرانسه (FRA)              | ۰   | ۲    | ۰    | ۲     |
| ۹     | آلمان (GER)               | ۰   | ۲    | ۰    | ۲     |
| ۱۱    | مجارستان (HUN)            | ۰   | ۰    | ۱    | ۱     |
| ۱۱    | ایتالیا (ITA)             | ۰   | ۰    | ۱    | ۱     |
|       |                           |     |      |      |       |
| مجموع | مجموع                     | ۳۲  | ۳۱   | ۳۱   | ۹۴    |